# Châtillon-sur-Marne
Châtillon-sur-Marne är en kommun i departementet Marne i regionen Grand Est (tidigare regionen Champagne-Ardenne) i nordöstra Frankrike. Kommunen ligger i kantonen Châtillon-sur-Marne som tillhör arrondissementet Reims. År 2022 hade Châtillon-sur-Marne 621 invånare.

## Befolkningsutveckling
Antalet invånare i kommunen Châtillon-sur-Marne
| Referens: INSEE |